# Walter Thomas James Morgan
Walter Thomas James Morgan CBE FRS (5 de octubre de 1900 - 10 de febrero de 2003) fue un bioquímico británico conocido por su trabajo sobre la inmunoquímica de los antígenos y descrito como "uno de los pioneros de la inmunoquímica". 

## Primeros años de vida
Nació en Ilford, hijo de Walter Morgan, procurador de los Tribunales Reales de Justicia, y de su esposa Anne. No pudo asistir a la escuela primaria durante un año a causa de una infección de tiña en la cabeza; el tratamiento, la irradiación, provocó la caída del cabello, y sus padres se negaron a firmar la exención de responsabilidad de las autoridades sanitarias en caso de que el pelo no volviera a crecer. Debido a ello, la familia se trasladó a Little Ilford, donde, tras abandonar la escuela primaria local, asistió a la Raine's Foundation School, donde se interesó por la ingeniería mecánica. Su creciente interés por la química le llevó a montar su propio laboratorio en un cobertizo del jardín utilizando productos químicos comprados a un proveedor de Londres, siendo su principal área de interés la creación de "tintes y compuestos explosivos". El comienzo de la Primera Guerra Mundial en 1914 provocó un descenso en el nivel de la enseñanza, ya que los profesores fueron reclutados por las fuerzas armadas, y como consecuencia dejó la escuela en 1916 para trabajar en la Gas Light and Coke Company, que abandonó para trabajar en una fábrica gestionada por el gobierno en Greenwich, ya que el ambiente en la GLCC le resultaba desagradable.
Consciente de que sería reclutado por el ejército al cumplir los 18 años, Morgan se alistó antes para poder elegir en qué rama servir. Eligió la Royal Navy y, gracias a su experiencia en el trabajo con productos químicos, fue destinado al HMS President, que producía productos químicos y equipos para la Armada, incluidos flotadores para cortinas de humo.

## Academia
Fue desmovilizado en 1919 y se le ofreció una beca del gobierno para estudiar en la universidad, pero su desmovilización se produjo demasiado tarde en el año para que pudiera empezar entonces la carrera de Química. En su lugar, comenzó sus estudios en 1920 en el East London College. En aquella época, los exámenes de licenciatura se celebraban después de las vacaciones de verano y no antes, por lo que, para ayudar a su familia en su difícil situación económica (su padre había muerto en 1918, dejando a su madre en la indigencia), volvió a trabajar para la Gas Light and Coke Company como químico junior, donde se le encargó encontrar una forma mejor de extraer gas natural del coque que el proceso utilizado en aquella época. Hizo una demostración del proceso en la Cantor Lecture de la Royal Society of Arts y, tras un comienzo poco alentador (la muestra de control funcionaba inicialmente igual de bien que la que utilizaba su proceso), su trabajo resultó ser un éxito.
Tras el descubrimiento de la insulina en 1922, Morgan se interesó por la química médica y solicitó plaza en el West Ham Municipal College, donde cursó un máster en Ciencias a tiempo parcial mientras seguía trabajando para la Gas Light and Coke Company. Terminó la carrera en 1925 y publicó su primer artículo en el Journal of the Chemical Society en 1926. Uno de sus tutores mientras cursaba el máster fue Arthur Harden, quien, impresionado por su trabajo, aconsejó a Morgan que solicitara una beca de investigación para estudiantes al Instituto Lister de Medicina Preventiva. Lo solicitó a pesar de que la remuneración (250 libras al año) era inferior a la que percibía como químico junior, y fue aceptado por Charles Martin, director del Instituto en aquel momento. Morgan siguió trabajando allí durante más de 50 años. Antes de ocupar su puesto realizó diversos cursos nocturnos, entre ellos cursos en el Case Technical Institute sobre temas de fisiología y microbiología de las levaduras y un curso de bioquímica en el Chelsea Polytechnic. Mientras asistía a clases en el University College de Londres conoció a Glen Anrep, para quien trabajó como voluntario no remunerado, obteniendo así el título de fisiólogo que necesitaba para solicitar el doctorado.

## Trabajo en el Instituto Lister
Inicialmente trabajó con el Dr. Robert Robison identificando la estructura de la fructosa 1,6-bisfosfatasa descubierta por Arthur Harden y William John Young. Logró hacer esto, y los estudios sobre ésteres constituyeron una gran parte de su tesis doctoral. En 1925 asistió a un curso sobre microanálisis orgánico en la Universidad de Graz por recomendación de Harden. Obtuvo su doctorado en 1927 y la beca de investigación Beit Memorial, lo que le permitió continuar su investigación sobre los azúcares. Visitó Graz en repetidas ocasiones en años posteriores, y fue testigo de su transformación de la relativa felicidad de los años veinte al régimen opresivo de los treinta, llegando en un momento dado a ser interrogado por una patrulla nazi.
En 1928 fue nombrado bioquímico del Departamento de Suero y Vacunas del Instituto, al norte de Londres, donde en 1930 consiguió inmunizar a un caballo contra la poliomielitis. En 1929 asistió al Congreso Internacional de Fisiología celebrado en Boston, donde conoció a varios científicos distinguidos, entre ellos Walter Goebel y Michael Heidelberger, con los que entabló una estrecha amistad. En 1936 obtuvo la beca de la Fundación Rockefeller, que le permitió estudiar en la Escuela Politécnica Federal de Zúrich con Tadeus Reichstein, con quien también entabló amistad. Regresó a Inglaterra en 1938 para ocupar un puesto de lector de bioquímica en el Instituto Lister, donde continuó trabajando en antígenos bacterianos antes de que el estallido de la Segunda Guerra Mundial le obligara a interrumpir sus investigaciones debido al riesgo percibido de que grandes cultivos bacterianos pudieran quedar expuestos a la atmósfera por los bombardeos. Previendo bajas en la guerra, centró en cambio su atención en la estructura de los antígenos sanguíneos con Winifred Watkins, y fue uno de los primeros en insistir en muestras individuales exclusivamente humanas, en lugar de muestras colectivas o animales. Hubo que esperar hasta 1965 para conocer la estructura química completa de la sangre de tipo A y B.
Se retiró del departamento de Bioquímica en 1968, permaneciendo como investigador invitado hasta 1972 cuando debido al mal estado del Instituto se le pidió que volviera a ser el director, lo que hizo hasta 1975 cuando el instituto se vio obligado a cerrar.  Desde entonces hasta 1989 trabajó en un puesto honorario en el Centro de Investigación Clínica MRC.

## Premios
Fue nombrado miembro de la Royal Society en 1949, y de 1956 a 1960 fue miembro del Consejo Asesor Científico. También formó parte del Consejo de la Royal Society hasta 1958 y fue elegido vicepresidente en 1961, cargo que ocupó hasta 1964. En 1959 fue nombrado CBE y pronunció la conferencia Croonian de la Royal Society. En 1968 se le concedió la Medalla Real de la Royal Society "En reconocimiento a sus destacadas contribuciones al conocimiento de la química de las sustancias del grupo sanguíneo, con especial referencia a consideraciones genéticas e inmunológicas".

## Vida personal
Se casó con Dorothy Irene Price (fallecida en 1993) el 25 de abril de 1930, con quien tuvo dos hijas y un hijo. 